# Comté de Mundaring
Le Comté de Mundaring est une zone d'administration locale au sud-est de l'Australie-Occidentale. Le comté est situé à l'est de Perth, la capitale de l'État. 
Le centre administratif du comté est la ville de Mundaring.
Le comté est divisé en un certain nombre de localités:
- Bailup
- Bellevue
- Beechina
- Boya
- Chidlow
- Darlington
- Glen Forrest
- Greenmount
- Helena Valley
- Hovea
- Mahogany Creek
- Midvale
- Mount Helena
- Mundaring
- Mundaring Weir
- Parkerville
- Sawyers Valley
- Stoneville
- Swan View
- The Lakes
- Wooroloo

Le comté a 11 conseillers locaux et est divisé en 4 circonscriptions:
- West Ward (2 conseillers)
- South Ward (3 conseillers)
- Central Ward (3 conseillers)
- East Ward (3 conseillers) .